# V-16 (航空機)
V-16
- 用途：輸送ヘリコプター
- 製造者：ミル
- 運用者：-

V-16は1960年代後半のソビエト連邦の貨物・輸送用の重ヘリコプター計画。胴体から左右に広がった厚い翼の両端にそれぞれ6枚羽のローターとガスタービンエンジンを持ち、着陸装置は3脚の降着輪で、後輪2つは翼の下に取り付けられ前輪はコクピットの下におかれる計画であった。